# Dejan Savić (waterpolista)
Dejan Savić (Belgrado, 24 de abril de 1975 - ) es un jugador serbio de waterpolo, que consiguió con el equipo de la República Federal Socialista de Yugoslavia la medalla de bronce en los Juegos Olímpicos de Sídney (2000) y con la selacción de Serbia y Montenegro la medalla de plata en los Juegos Olímpicos de Atenas 2004, alcanzando la medalla de oro en el Campeonato del Mundo de Melbourne (2007). 

## Biografía
Dejan Savic y su compañero de equipo Sapic fueron suspendidos 9 y 6 meses por los incidentes ocurridos en las semifinales del campeonato del mundo de Barcelona 2003. Sapic agredió a un jugador italiano pegándole un puñetazo en la cara y Savic discutió acaloradamente fuera del agua un penalti concedido a Italia. Ambos jugadores pudieron jugar las olimpiadas de 2004 en Atenas.

## Clubes
- Club Natació Barcelona ( España)
- Sintez Kazan ( Rusia)

## Títulos
Como jugador de la selección de waterpolo de su país:
- Bronce en los juegos olímpicos de Pekín 2008
- Plata en el campeonato europeo de Málaga 2008
- Oro en el Campeonato del Mundo de Melbourne de 2007
- Plata en los juegos olímpicos de Atenas 2004
- Bronce en los juegos olímpicos de Sídney 2000
- Bronce en el campeonato del mundo de Barcelona de 2003

## Participaciones en Copas del Mundo
- Juegos Olímpicos de Pekín  2008
- Campeonato del Mundo de Melbourne de 2007
- Campeonato de Europa de Belgrado (Serbia) en 2006
- Campeonato del Mundo Absoluto de Montreal de 2005
- Juegos Olímpicos de Atenas 2004
- Campeonato del mundo en 2003 en Barcelona.